# Systasis encyrtoides
Systasis encyrtoides är en stekelart som beskrevs av Walker 1834. Systasis encyrtoides ingår i släktet Systasis och familjen puppglanssteklar. Arten är reproducerande i Sverige. Inga underarter finns listade i Catalogue of Life.